# Национальный исторический музей (Малайзия)
Национальный исторический музей (малайск. Muzium Sejarah Nasional) — бывший исторический музей, располагавшийся в Куала-Лумпуре (Малайзия). Был вторым национальным музеем в Малайзии после Национального музея. Он располагался напротив Площади Независимости. В ноябре 2007 года музей был закрыт, а музейная коллекция была перемещена в Национальный музей. 

## Коллекция
Национальный исторический музей представлял уникальное историческое развитие Малайзии с исторических основ до наших дней. Музей обладал почти тысячью коллекций, связанных с историей Малайзии, которые были классифицированы по нескольким категориям, включая оружие, рукописи, карты, деньги, печати и каменные орудия.

## Галерея

Музей и экспозиция
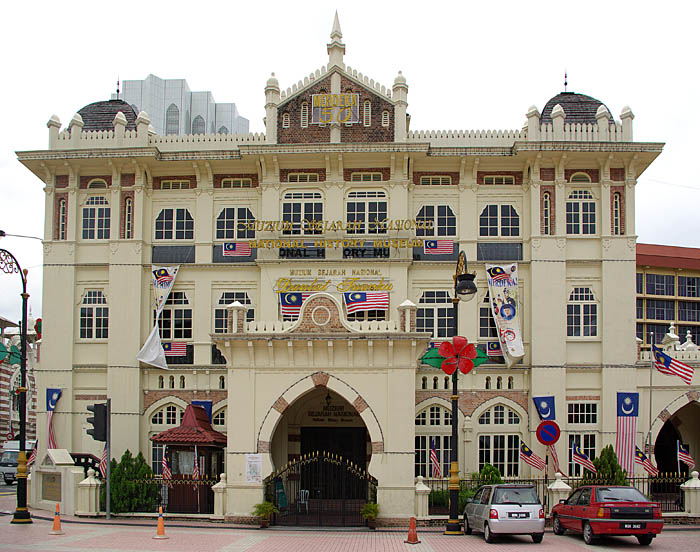
Здание музея
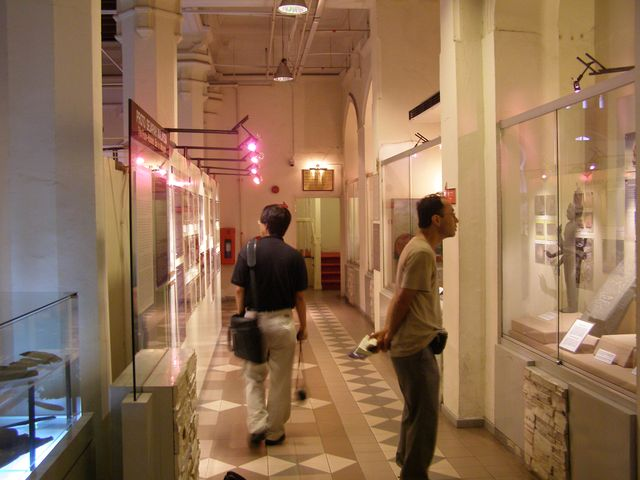
В залах музея
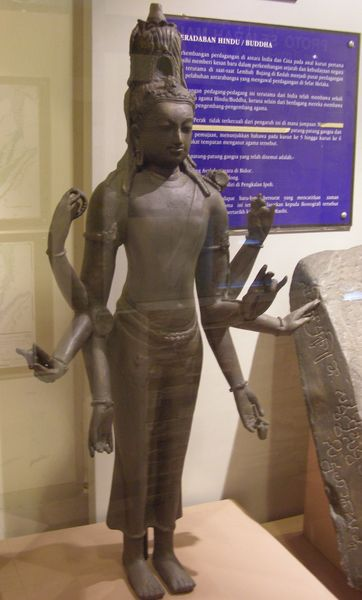
Статуя Авалокитешвара (VIII-IX века)
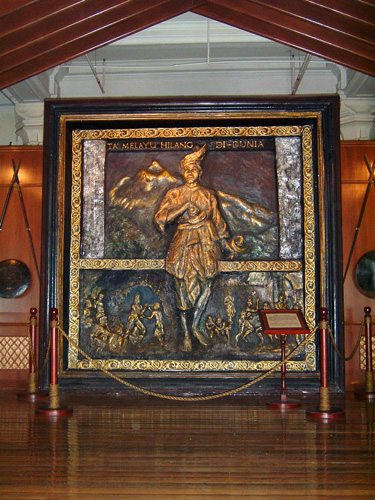
Лобби музея. Бронзовый Ханг Туах
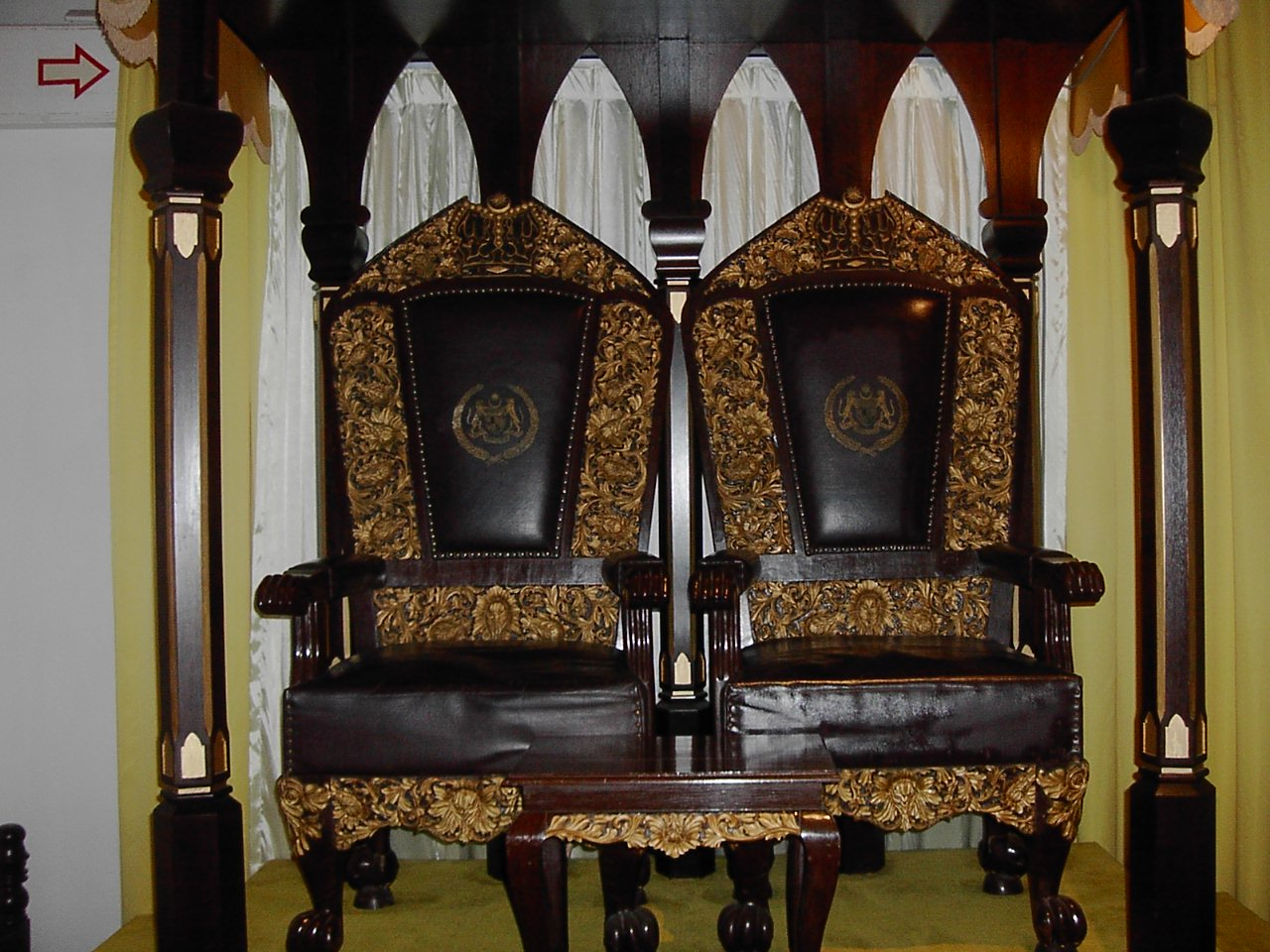
Первые троны короля и королевы
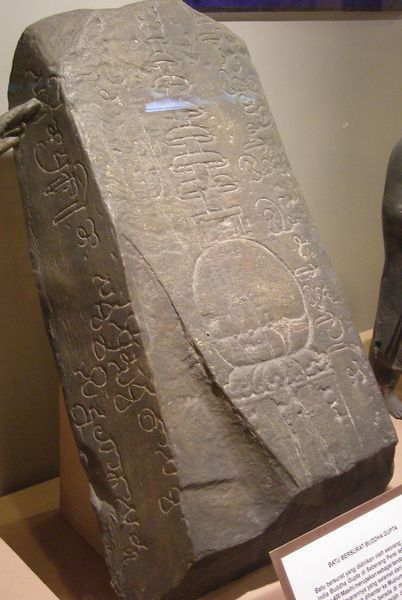
Камень царя Гуптов Будхагупты